# Kloster Lafões
Das Kloster Lafões (São Cristóvão de Lafões) ist eine ehemalige Zisterzienserabtei oberhalb des Bachs von Landeira im Concelho São Pedro do Sul im Distrikt Viseu in Portugal.

## Geschichte
Das Kloster wurde gegen 1123 als Eremitenkloster gegründet und ging wohl gegen 1163 (nach anderen Angaben bereits 1138) an die Zisterzienser über, in deren Orden es der Filiation der Primarabtei Clairvaux angehörte. Wie alle portugiesischen Zisterzienserklöster wurde nach dem Sieg der Liberalen im Miguelistenkrieg auch Lafões 1834 aufgelöst. Derzeit wird das ehemalige Kloster, das seit 2010 als Monumento de interesse público (Denkmal von öffentlichem Interesse) klassifiziert ist, als Turismo rural genutzt.

## Bauten und Anlage

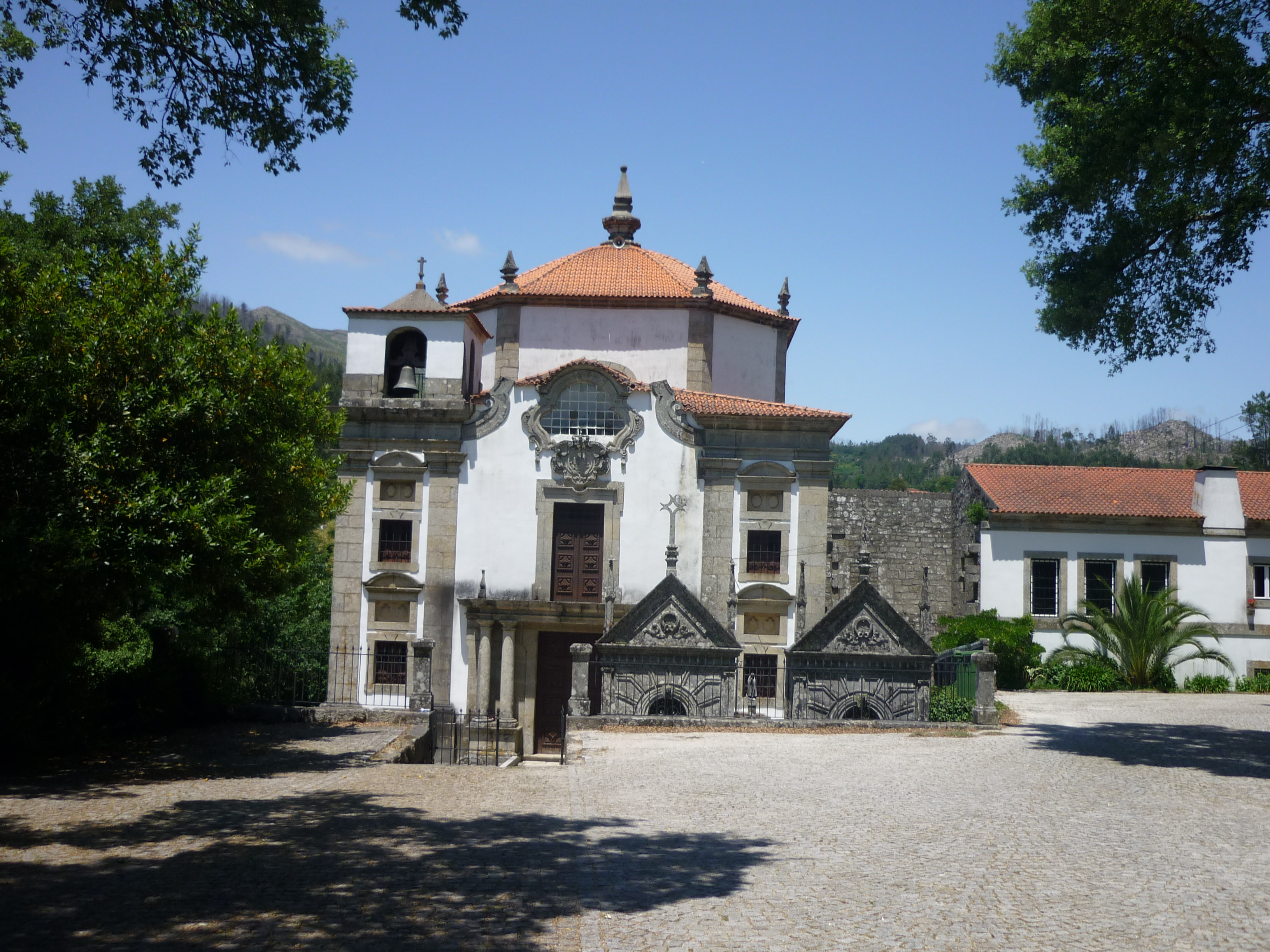
Fassade der Klosterkirche und ehem. Kloster

Im 18. Jahrhundert wurde das Kloster neu erbaut. Die Kirche, die bereits zweimal abgebrannt war, wurde 1704 neu errichtet und 1761 geweiht. Sie ist ein achteckiger Bau. Das Viereck der zweistöckigen Klausur liegt vom Eingang gesehen rechts neben der Kirche.